# Дятлик нубійський
Дя́тлик нубійський (Campethera nubica) — вид дятлоподібних птахів родини дятлових (Picidae). Мешкає в Східній і Центральній Африці.

## Опис
Довжина птаха становить 23 см, вага 46-71 г. У самців верхня частина тіла, включно з надхвістям і верхніми покривними перами крил, оливково-коричнева, поцяткована білими і жовтими смугами, на спині також плямами. Крила темно-коричневі, поцятковані жовтими і білими смугами. Верхня сторона хвоста поцяткована поперечними контрастними коричневими і жовтими смугами. Нижня частина тіла вохристо-біла або жовтувато-біла, груди поцятковані чорними плямками, на боках вони переходять у смужки. Гузка поцяткована дрібними чорними плямками. Нижня сторона крил смугаста, коричнево-жовта, іноді повністю жовта. Нижня сторона хвоста поцяткована поперечними коричневими і жовтими смугами, однак коричневі смуги менш чіткі і контрастні.
Верхня частина голови у самців червона, обличчя переважно біле, над очима білі "брови". Скроні білі, поцятковані темними смужками. Через очі ідуть широка чорно-біла смуга, під дзьобом широкі червоні "вуса" з окремими чорними перами. Горло і шия білі, сильно поцятковані чорними плямками, підборіддя білувато-охристе, легко поцятковане темними плямками. У самиць лоб і тім'я чорні, поцятковані білими плямами, червона пляма обмежена потилицею, "вуса" у них чорні, поцятковані білими плямами. Дзьоб сірий або темно-роговий з чорним кінчиком, лапи сірі з оливковим відтінком, очі червоні, у молодих птахів сірі або сірувато-карі, навколо очей сірі кільця.

## Підвиди
Виділяють два підвиди:
- C. n. nubica (Boddaert, 1783) — від Судану і Ефіопії до північного сходу ДР Конго, південного заходу Танзанії і Кенії;
- C. n. pallida (Sharpe, 1902) — південь Сомалі і узбережжя Кенії.

## Поширення і екологія
Нубійські дятлики мешкають в Судані, Південному Судані, Ефіопії, Еритреї, Джибуті, Сомалі, Кенії, Танзанії, Уганді і Демократичній Республіці Конго, трапляються в Чаді і ЦАР. Вони живуть в саванах, в акацієвих і молочайних рідколіссях та в сухих чагарникових заростях. Зустрічаються поодинці або парами, на висоті до 2300 м над рівнем моря, в Ефіопії на висоті до 1800 м над рівнем моря, в горах Рувензорі на висоті до 1550 м над рівнем моря. Живляться майже виключно мурахами, яких шукають на деревах і на землі, а також термітами, іншими комахами і павуками. Сезон розмноження триває під час або одразу по завершенню сезону дощів, в Ефіопії з листопада по березень, в Сомалі у січні-лютому, в Уганді у червоні-липні, в ДР Конго у лютому. Нубійські дятлики гніздяться в дуплах дерев, кожен рік роблять нове дупло. В кладці 2-3, іноді до 5 яєць. Насиджують і доглядають за пташенятами і самиці, і самці. Нубійські дятлики іноді стають жертвами гніздового паразитизму малих і строкатих воскоїдів.